# Удє
Удє (словен. Udje) — поселення в общині Гросуплє, Осреднєсловенський регіон, Словенія. Висота над рівнем моря: 364,7 м.